# الوزن المتوسط
الوزن المتوسط، (بالإنجليزية: Middleweight)‏ هو فئة الوزن في الرياضات القتالية.

## ملاكمة
في الملاكمة الاحترافية، يتم تقسيم الوزن المتوسط إلى 154 رطل (70 كجم) وتصل إلى 160 رطل (73 كجم).
تاريخ الملاكمة المبكر أقل من الدقيق، ولكن يبدو أن تسمية الوزن المتوسط قد بدأت في أربعينيات القرن التاسع عشر. في عصر المفصل ، كانت المعركة الأولى في بطولة الوزن المتوسط بين توم تشاندلر ودوني هاريس في عام 1867. فاز تشاندلر، وأصبح يعرف باسم بطل الوزن المتوسط الأمريكي.
قد تكون المعركة الأولى للوزن المتوسط مع القفازات بين جورج Fulljames و Jack (Nonpareil) Dempsey (لا علاقة لها بالوزن الثقيل الأكثر شهرة Jack Dempsey).
يحمل جينادي جولوفكين وبرنارد هوبكنز الرقم القياسي في معظم دفاعات اللقب المتتالية في هذا القسم ، مع 20 دفاعًا.